# 欧鵬

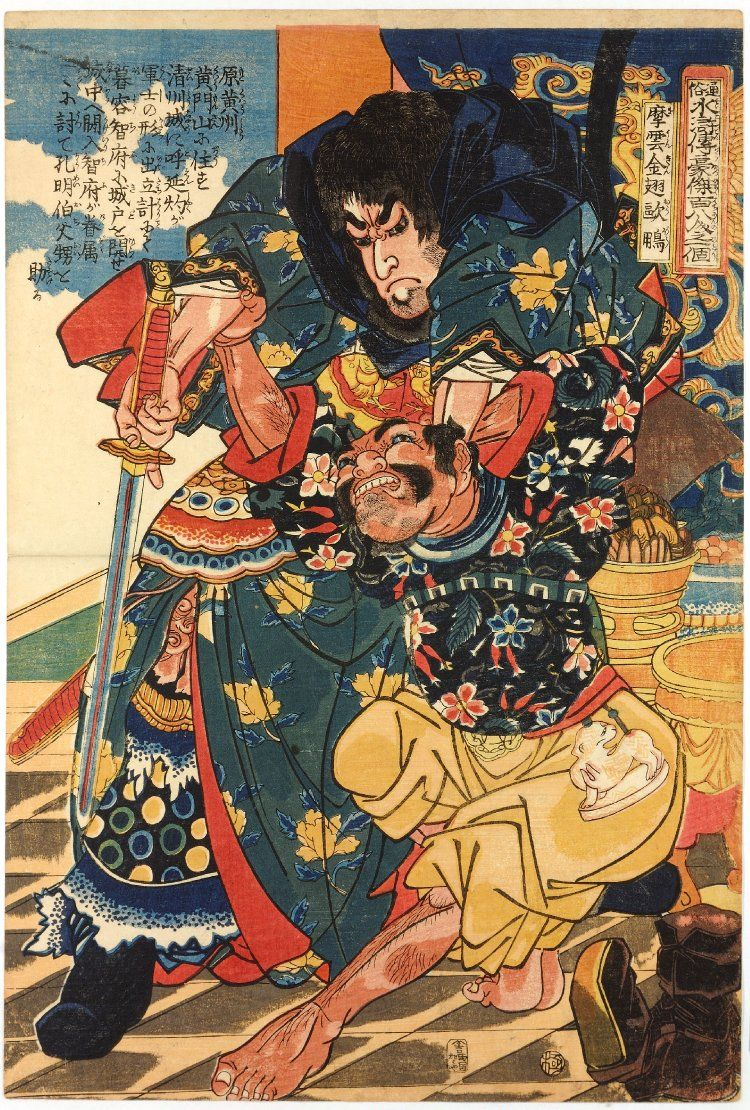
欧鵬

欧 鵬（おう ほう、Ou Peng）は、中国の小説で四大奇書の一つである『水滸伝』の登場人物。
梁山泊第四十八位の好漢で地闊星の生まれ変わり。黄門山に拠を構える山賊であり、その四頭領の筆頭格。長身で立派な風体で、通常よりも重量があり使いこなすが難しい鉄鎗を竹竿のように操り、身のこなしも俊敏、状況判断力や兵卒の統率にも長け他の三頭領から頭一つ抜きん出ていたため天を行く黄金の大鷲、摩雲金翅（まうんきんし）と渾名された。彼の名である鵬自体が伝説の怪鳥を指し示しており、それも踏まえての渾名であると思われる。

## 生涯
欧鵬は黄州で代々軍人の家柄に生まれ、自身も長江守備の軍営に勤めていたが、上官との折り合いが悪く揉め事を起こして出奔、黄門山に籠もって山賊となり蔣敬、馬麟、陶宗旺らの仲間とともに4、500人の手下を率いて盤拠していた。ある時、江州で刑場を襲撃した梁山泊の一党が帰路、自分たちの本拠付近を通るらしいという情報を得た欧鵬たちは、天下の義賊として名高い彼らを出迎えたいと考えた。それらしい集団がやってくるとわざと襲撃するようなそぶりを見せて梁山泊一行を名乗らせてそれであると確認すると、すかさず自身の非礼を詫び一行を山塞に招待して大いにもてなした。この席上で彼らの実力を聞いた宋江から仲間入りを打診され、喜んだ欧鵬たちはそのまま梁山泊に合流した。
梁山泊入山後は家族を迎えるために一旦故郷に戻った宋江が捕り方に襲撃されたのを救出、祝家荘との戦いでは敵の女剣士扈三娘と対決するが劣勢に立たされ馬麟と交替、続いて出撃してきた欒廷玉に挑むが軽くあしらわれ踵を返されてしまい、自尊心を傷つけられた欧鵬は追撃するもこれは罠、欒廷玉が投げつけた流星鎚が胸部に直撃して落馬、味方に助け出されてなんとか逃げ延びたものの、肋骨を折る重傷を負い、怪我の養生と援軍要請のため梁山泊へと送還されてしまった。傷が癒えた後は梁山泊の主要な戦役には全て参加、特に曾頭市との戦いでは首領・晁蓋が毒矢で狙撃され梁山泊軍は壊走してしまい、並み居る豪傑たちも我先に退却する中、ただ一人欧鵬だけが周りの状況を見極めて混乱する敗残兵たちを纏め上げて陣中まで連れ帰り、被害を最小限にとどめる働きを示した。
百八星集結後は騎兵軍小彪将兼斥候頭領十六員の第九位に任命され、官軍との戦いや、帰順後の各地の戦役でも主に鄧飛や入山以前の仲である馬麟らとともに林冲、董平の副将や、宋江、盧俊義の直属部隊として活躍、遼や田虎での戦いでは敵将の首級を挙げる手柄も立てた。方臘との戦いでも活躍を続け、歙州城攻略戦では、敵将龐万春と一騎討ちを繰り広げこれを打ち負かし追撃する。この時龐万春が振り向きざまに矢を放つが、これは欧鵬が想定していた範囲内で、その矢を素手で掴み取るという離れ技をやってのける。ところが、龐万春は欧鵬が体勢を立て直す前に続けざまに第二矢を放ち、これに対処する事が出来ずあえなく欧鵬の胸に命中し、そのまま絶命した。